# Igor Glek
Igor Władimirowicz Glek, ros. Игорь Владимирович Глек (ur. 7 listopada 1961 w Moskwie) – niemiecki szachista, trener, działacz i dziennikarz szachowy rosyjskiego pochodzenia, arcymistrz od 1990 roku. Aktualnie reprezentuje Belgię.

## Kariera szachowa
Z wykształcenia jest ekonomistą. W roku 1989 rozpoczął profesjonalną szachową karierę, rok później otrzymując tytuł arcymistrza.
Triumfował bądź podzielił I miejsca w wielu międzynarodowych turniejach, z których najwyżej cenionymi były zwycięstwa w otwartych turniejach w Filadelfii (1990, World Open), Wiedniu (1998), Cappelle-la-Grande (1998), Utrechcie (1999) oraz Zwolle (2002). Równie dużym osiągnięciem było dzielenie II lokaty (za Wiktorem Bołoganem) w silnie obsadzonym turnieju szachów szybkich w Moguncji. Dzięki sukcesom odniesionym w połowie lat 90., w lipcu 1996 roku osiągnął 2670 punktów rankingowych, co wówczas odpowiadało 16. pozycji na świecie. W roku 1997 reprezentował Rosję na rozegranych w Puli drużynowych mistrzostwach Europy, na których zawodnicy rosyjscy zdobyli srebrne medale.
Jest uznanym dziennikarzem i działaczem szachowym. Współpracuje z wydawnictwem New In Chess, dla którego wydał serie opracowań oraz książek o debiutach szachowych. Od roku 2004 jest członkiem zarządu Stowarzyszenia Szachowych Zawodowców.